# Muskelkraft-Flugzeug

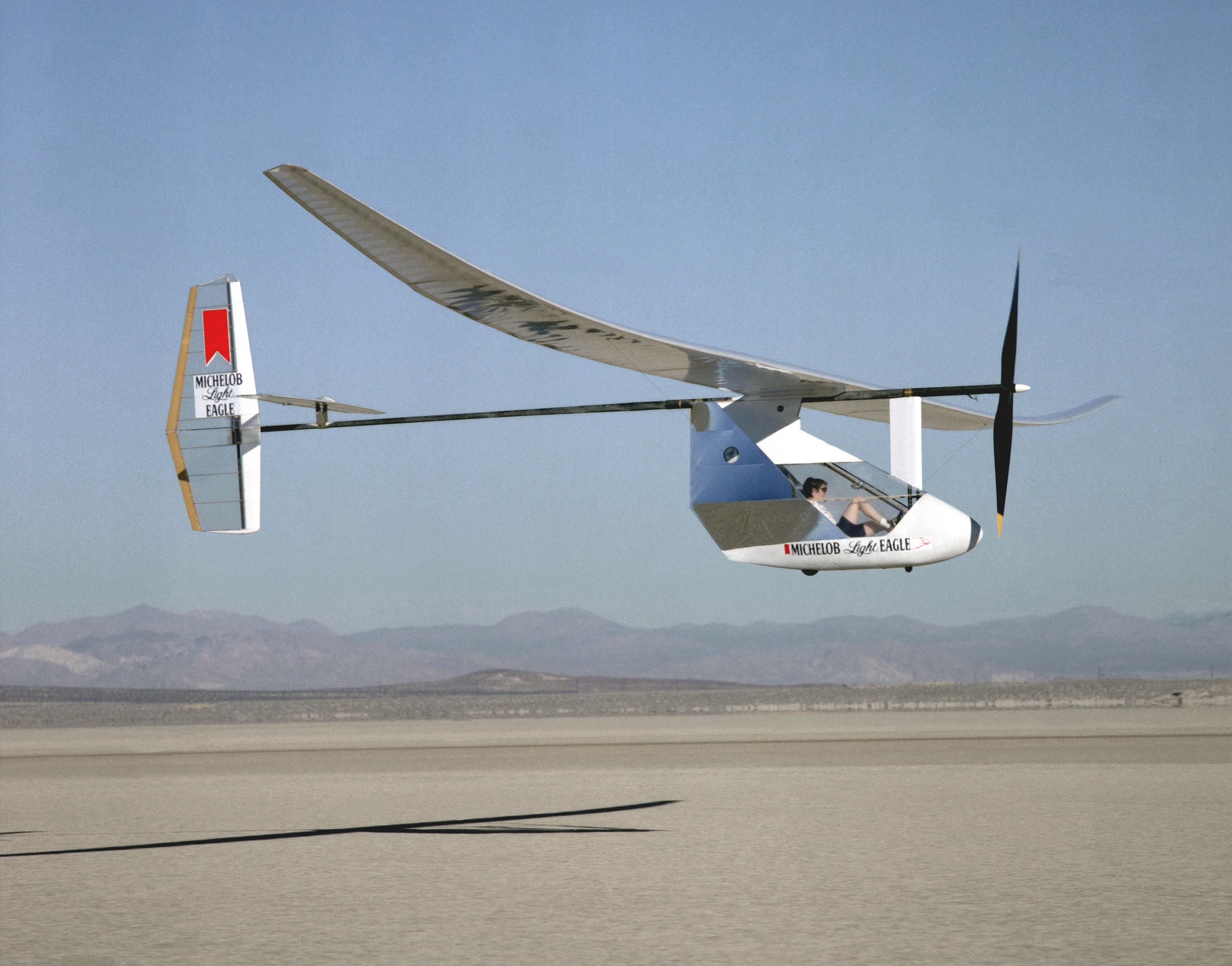
Die Light Eagle bei einem Testflug

Ein Muskelkraft-Flugzeug (HPA oder MPA, von engl. human powered aircraft bzw. man powered aircraft, menschengetriebenes Flugzeug) ist ein Flugzeug, das nur mit Hilfe der Muskelkraft des Piloten unter Ausnutzung der Gleiteigenschaften der Flugzeugkonstruktion angetrieben wird. Ein taugliches Muskelkraft-Flugzeug muss ohne fremde Starthilfe von einer horizontalen Startbahn abheben und dann über eine ansehnliche Strecke fliegen können.
Beim ersten offiziell anerkannten Flug eines Muskelkraft-Flugzeugs im Jahr 1961 betrug die Flugstrecke noch 64 Meter. Technische Weiterentwicklungen führten dazu, dass der Streckenweltrekord im Jahr 1988 mit der Daedalus 88 auf 115 Kilometer verbessert werden konnte.

## Voraussetzungen
Die Vision eines Muskelkraft-Flugzeugs galt lange als nicht realisierbar. In seinem im Jahr 1680 erschienenen Buch De motu animalium berechnete der italienische Gelehrte Giovanni Alfonso Borelli, dass menschliche Muskeln nicht genügend Kraft für ein vogelähnliches Fliegen hätten.
Hermann von Helmholtz stellte 1873 in einem Vortrag vor der Preußischen Akademie der Wissenschaften fest, es sei „kaum als wahrscheinlich zu betrachten“, dass jemals ein Mensch allein durch seine Muskelkraft wie ein Vogel fliegen könnte, auch wenn er dabei „den allergeschicktesten flügelähnlichen Mechanismus“ nutzen könnte.
Die Flugfähigkeit der Vögel wurde durch die Evolution ihrer Anatomie ermöglicht und optimiert: Sie haben unter anderem ein leichtes Knochenskelett und eine sehr leistungsfähige Flugmuskulatur. Beim Menschen ist das Verhältnis von Muskulatur und Körpergewicht wesentlich ungünstiger. Beim Fliegen mit einem Muskelkraft-Flugzeug kommt noch das Gewicht des Flugzeugs hinzu. Je weniger Gewicht, desto weniger Leistung ist für den Vortrieb nötig, um das Flugzeug in der Luft zu halten. Ein Muskelkraft-Flugzeug muss ein möglichst geringes Eigengewicht haben, damit zusammen mit dem Piloten das Leistungsgewicht gering bleibt. Dieses Ziel erfordert extremen Leichtbau. Funktionsfähige Muskelkraft-Flugzeuge wurden zum Beispiel durch die Verwendung leichter, stabiler Folien aus biaxial orientierter Polyester-Folie möglich. Häufig wird kohlenstofffaserverstärkter Kunststoff für strukturgebende Elemente eingesetzt.
Die Gleitzahl sollte hoch sein, das heißt: möglichst viel dynamischer Auftrieb und zugleich möglichst wenig Luftwiderstand. Dazu ist eine große Tragfläche nötig: Zum einen steigt der Auftrieb proportional mit der Fläche des Flügels, zum anderen muss das Flugzeug schon bei niedriger Geschwindigkeit fliegen können, damit möglichst wenig Leistung durch den Luftwiderstand verloren geht. Ausgehend von einem optimalen Profil der Tragfläche kann eine große Fläche nur durch eine große Flügelspannweite erreicht werden. Obwohl dies auch mehr Gewicht bedeutet, gilt für eine Spannweite bis etwa 35 Meter als Faustregel: Je größer die Spannweite, desto weniger Leistung des Piloten ist erforderlich. Für Kurzstreckenflüge mit hoher Leistung, bei denen eine hohe Geschwindigkeit das Ziel ist, eignen sich Flugzeuge mit kleinerer Spannweite (das Weltrekord-Flugzeug Musculair 2 hatte nur 19,50 Meter Spannweite).
Der Pilot braucht die Hände für die Steuerung des Flugzeugs und erzeugt deshalb die Leistung wie bei einem Fahrrad nur mit den Beinen (Pedalantrieb). Ein Getriebe überträgt die Kräfte von der Tretkurbel an den Propeller, der den Vortrieb erzeugt. Der Propeller kann am Heck angebracht sein (wie bei der Gossamer Albatross) oder an der Front (wie bei Daedalus) oder zwischen Pilot und Heck (wie bei der Aerocycle).

## Geschichte

### Erste Versuche

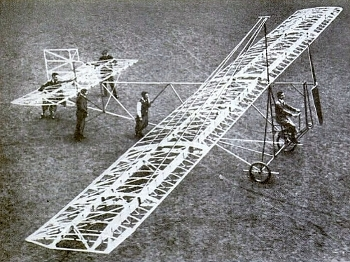
Zaschka Muskelkraft-Flugzeug, Berlin 1934

- Im Jahr 1934[5] erkannte der Berliner Oberingenieur Engelbert Zaschka, dass eine große Flügelspannweite für einen Flug mit Muskelkraft von entscheidender Bedeutung ist. Daher stattete er seine Konstruktion mit einem 20 Meter langen, schmalen Flügel aus. Der Flügel wurde drahtgestützt mit einem vertikalen king post (Kehlbalken) versehen, ein System, das später sehr erfolgreich bei Muskelkraft-Flugzeugen eingesetzt wurde. Der Rahmen des Zaschka Muskelkraft-Flugzeugs bestand aus Stahlrohren, sodass es gleichmäßig mit bis zu vier Männern auf die nominale Fluggeschwindigkeit beschleunigt werden konnte.[6] Bei Flugversuchen am 11. Juli 1934[7] konnte Engelbert Zaschka in Tempelhof ohne fremde Starthilfe Schwebeflüge von 20 Metern Länge erreichen.[7][8]

- 1933 bauten die Ingenieure Haeßler und Villinger, die zu dieser Zeit bei den Junkers Flugzeugwerken in Dessau angestellt waren, ein Muskelkraftflugzeug, die HV-1 Mufli, mit der der Segelflieger Karl Dünnebeil auf dem Flughafen Frankfurt-Rebstock am 30. August 1935 eine Flugweite von 235 Meter erreichte. Es wurden 120 Flüge durchgeführt, der längste war 1937 mit 712 Metern. Der Start erfolgte jedoch mit einem gespannten Katapultkabel und war daher nicht ausschließlich von Menschen betrieben.[9]

- Im Jahre 1936 unternahm der deutsche Erfinder und Konstrukteur Hans Seehase Testflüge in einem von ihm entwickelten Muskelkraft-Flugzeug, mit dem er Flüge von bis zu 90 Meter Weite unternahm – er bekam aber keine weitere Starterlaubnis für Plätze mit festem Belag, da die Versuche kurz vor Beginn des Krieges militärisch unwichtig waren.

- Im März 1937 stellte sich ein Team von Enea Bossi, Vittorio Bonomi (Baumeister) und Emilio Casco (Pilot) einer Herausforderung, die durch die italienische Regierung aufgestellt worden war, einen Flug von einem Kilometer durchzuführen, mit ihrem Pedaliante. Das Flugzeug flog offenbar kurze Strecken vollständig unter menschlicher Kraft, aber die Entfernungen waren nicht signifikant genug, um den Preis des Wettbewerbs zu gewinnen. Darüber hinaus gab es viele Streitigkeiten darüber, ob es jemals allein unter der Pedalkraft des Piloten gestartet ist, insbesondere weil es keine Aufzeichnungen darüber gibt, dass dies offiziell beobachtet wurde.[10]

### Kremer-Preis
1959 lobte der Industrielle Henry Kremer den Kremer-Preis aus: Das erste vom Menschen angetriebene Flugzeug, das einen Achterkurs um zwei Markierungen im Abstand von einer halben Meile fliegen würde, sollte das Preisgeld  in Höhe von 5.000 Pfund gewinnen. 1973 erhöhte Kremer das Preisgeld auf 50.000 Pfund. Dieser Kremer-Preis wurde im Jahr 1977 gewonnen. Danach finanzierte Kremer weitere Preise für den ersten Flug über den Ärmelkanal und für Geschwindigkeitsrekorde. Die Kremer-Preise waren ein wirksamer Ansporn bei der Entwicklung und Verbesserung von Muskelkraft-Flugzeugen.

### Flüge und Rekorde

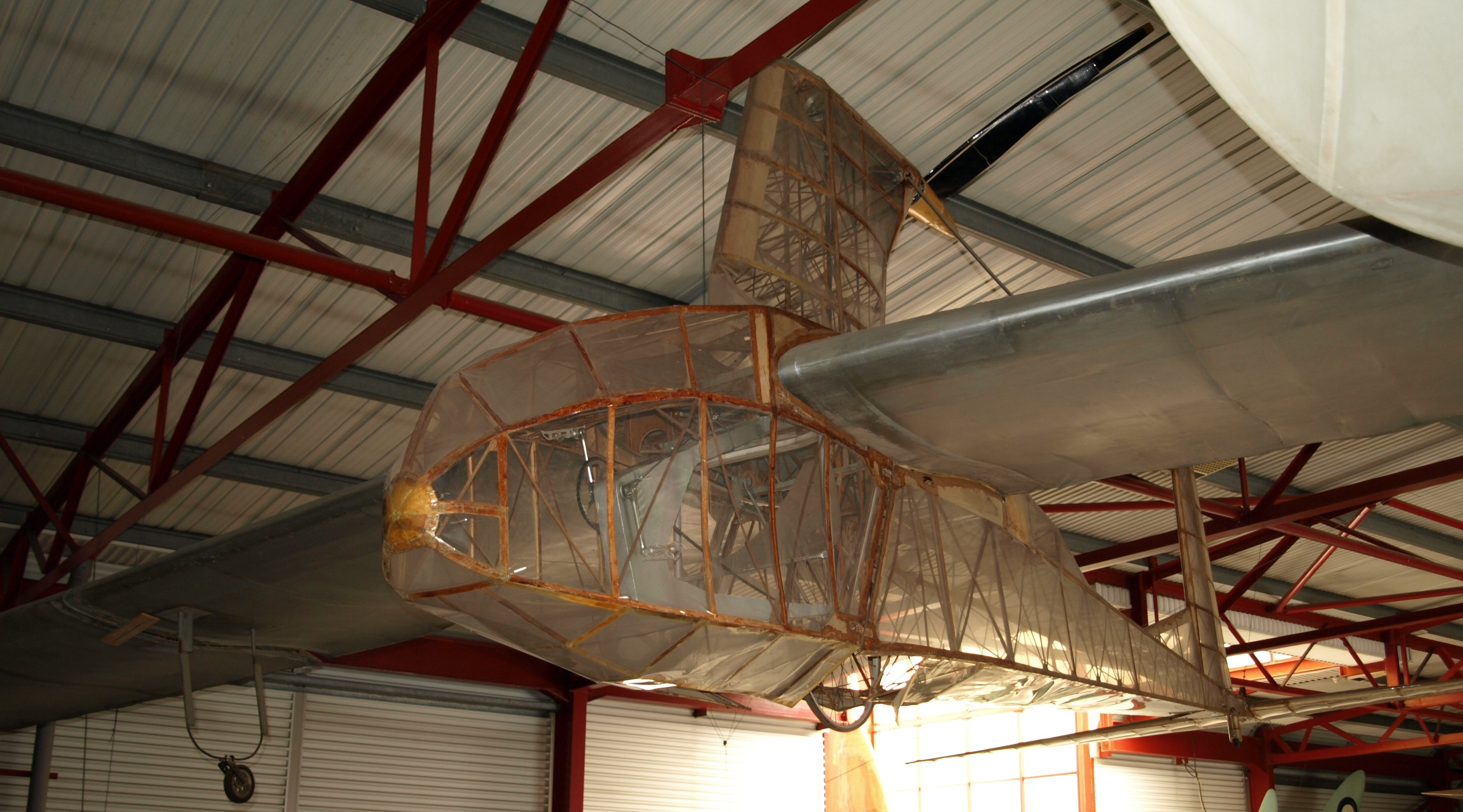
Die SUMPAC im Luftfahrtmuseum von Southampton, England

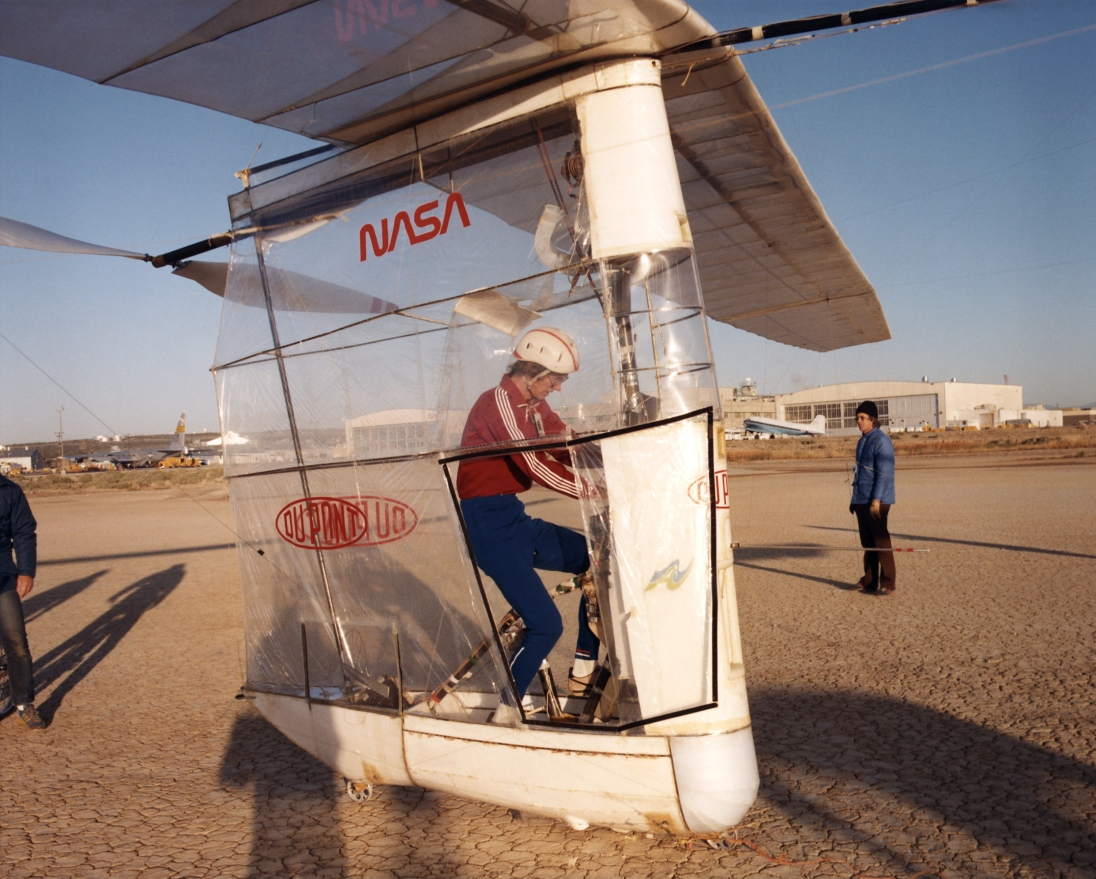
Die Gossamer Albatross, die 1979 über den Ärmelkanal flog

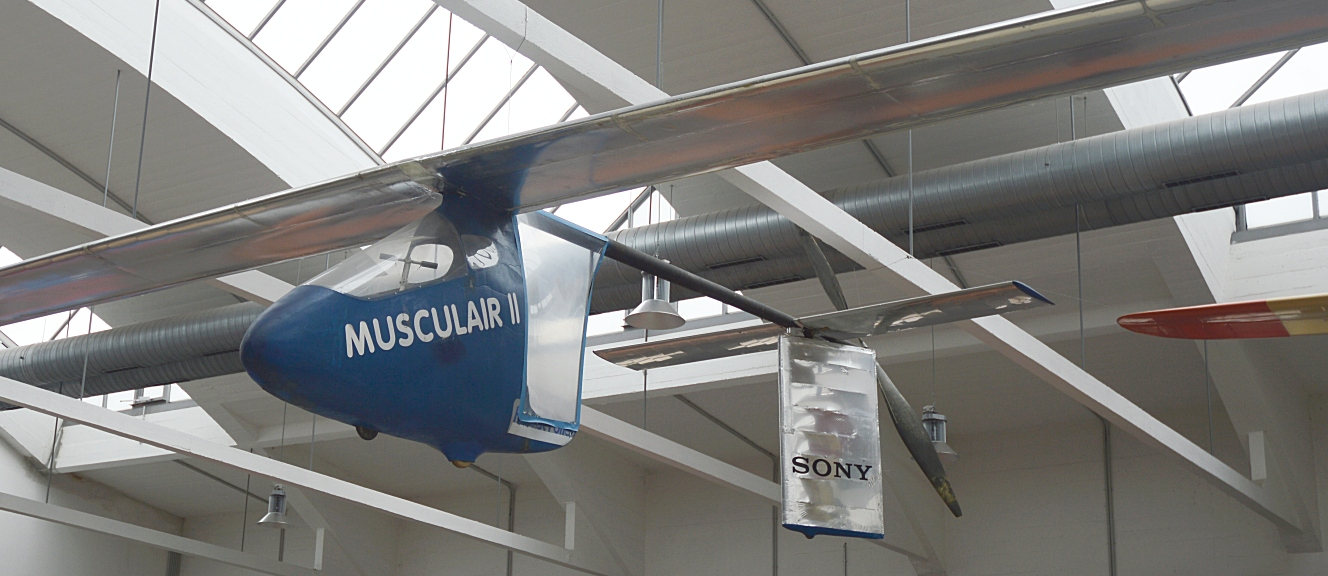
Die Musculair 2 in der Flugwerft Schleißheim, 1985 Weltrekord für die höchste Durchschnittsgeschwindigkeit

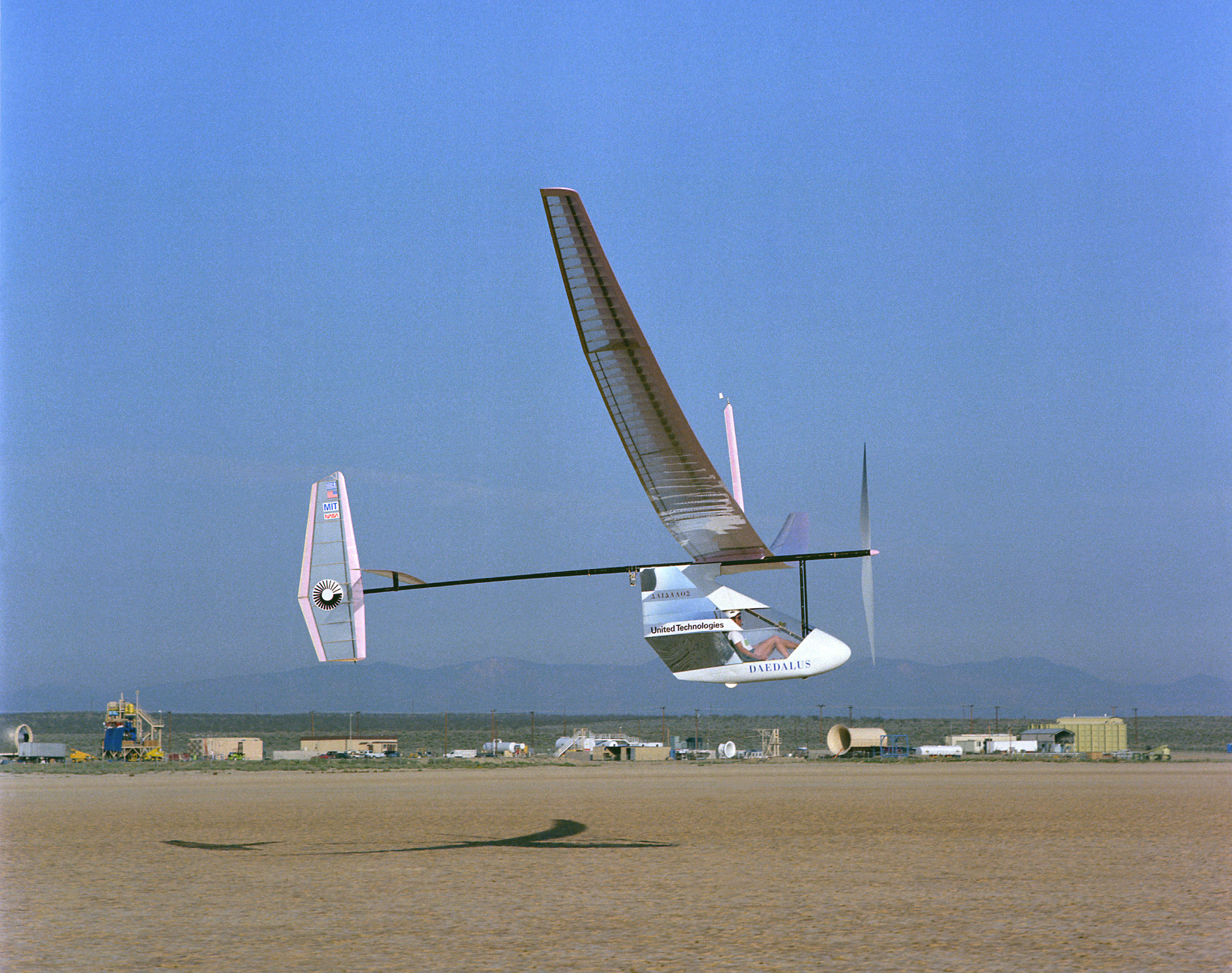
Die Daedalus 88 hält seit 1988 Weltrekorde für die längste Flugstrecke und die längste Flugdauer

- Am 9. November 1961 absolvierte die SUMPAC (Southampton University Man Powered Aircraft; Spannweite 24,4 m, Leergewicht 58 kg) auf dem Flugplatz Lasham in Hampshire den ersten offiziell anerkannten Flug eines nur durch Muskelkraft angetriebenen Flugzeugs. Der Pilot Derek Piggott hob trotz des hohen Gesamtgewichts von 121,6 kg ohne Starthilfe ab, flog in knapp 2 Meter Höhe und landete nach 64 Meter Flugstrecke.[12][13] Bei weiteren Flugversuchen in den folgenden Wochen erreichte Piggott bis zu 594 Meter Flugweite und mehr als 4 Meter Höhe.[14]

- Die Hatfield Puffin (Spannweite 26 m, Leergewicht 54 kg) wurde von einem von John Wimpenny geleiteten Team entwickelt und von Freiwilligen an den Hatfield-Flugzeugwerken gebaut. Am 2. Mai 1962 stieg der 39-jährige John Wimpenny, nachdem er hundert Meter Anlauf geradelt war, in der Puffin auf. Er brauchte für die Flugstrecke von 900 Metern ca. zwei Minuten. Dieser Weltrekord wurde erst nach zehn Jahren gebrochen.

- Am 23. August 1977 gewann die von einem Team unter Paul MacCready gebaute Gossamer Condor (Spannweite 29 m, Leergewicht 32 kg) mit Bryan Allen als Pilot den Kremer-Preis. Das Muskelkraft-Flugzeug erfüllte die Bedingung, innerhalb von acht Minuten eine liegende Acht um zwei 800 Meter auseinander stehende Pfähle zu fliegen. Die Verwendung einer hauchdünnen Mylar-Folie und druckresistenter Schaumstoffe ermöglichte den Erfolg.

- 12. Juni 1979: Bryan Allen überquerte mit der Gossamer Albatross (Spannweite 30 m, Leergewicht 32 kg) den Ärmelkanal und gewann damit den zweiten Kremer-Preis. Er bewältigte bei 100 kg Gesamtgewicht die Distanz von 35,8 km zwischen Folkestone und Cap Gris-Nez in 2:49 Stunden.

- Muskelkraft-Flugzeug Pelargos, 1983 von Max Horlacher in der Schweiz gebaut. Spannweite 26 m, Leergewicht 36 kg, Flugstrecke 800 m (Flugplatz-Pistenlänge).[15] Modell Pelargos III von 1985: Spannweite 22 m, Leergewicht 42 kg. Der griechische Name Pelargos bedeutet „Storch“.[16]

- Am 1. Oktober 1985 stellte die Musculair 2 von Günther Rochelt (Spannweite 19,5 m, Leergewicht 25 kg) einen Geschwindigkeitsrekord auf und gewann damit einen Kremer-Preis. Holger Rochelt, der Sohn des Konstrukteurs, flog auf dem Flugplatz Schleißheim bei München 1,5 km Strecke mit einer Durchschnittsgeschwindigkeit von 44,26 km/h.[17] Das Vorgängermodell Musculair 1 hatte bereits zwei Kremer-Preise gewonnen.

- 23. April 1988: Das von Studenten und Professoren des Massachusetts Institute of Technology (MIT) gebaute Muskelkraft-Flugzeug Daedalus 88 (Spannweite 34 m, Leergewicht 31 kg) flog von Iraklio auf Kreta nach Santorin. Der Pilot war der griechische Radrennfahrer Kanellos Kanellopoulos. Wenige Meter vor dem Strand von Santorin zerbrach das Flugzeug durch eine Windböe. Der Flug über die Distanz von 115,11 km (Luftlinie) dauerte 3:54:59 Stunden.[18] Die mittlere Geschwindigkeit betrug 29,5 km/h (bei Rückenwind).

- 9. August 1988: erster Flug der Velair von Peer Frank, 1987/88 in Deutschland gebaut. Der Name Velair (= Velo + Air) bedeutet sinngemäß „Luftfahrrad“. Erste Version: Velair 88, Spannweite 21,7 m, Leergewicht 35 kg.[19][20] Nach einem Umbau im Winter 1988/89: Velair 89, Spannweite 23,2 m, Leergewicht 30,5 kg. Bis 1994 wurden etwa 110 Flüge absolviert.[21][22]

## Muskelkraftbetriebene Ornithopter
Ornithopter sind Flugzeuge, die mit schwingenden Tragflächen im Schlagflug fliegen. Muskelkraftbetriebene Ornithopter benötigen beim Start aus der Ebene Starthilfe durch ein Fahrzeug, an das sie mit einem Seil angebunden werden, und sind deshalb keine Muskelkraft-Flugzeuge im engeren Sinne. Die schwingende Flugbewegung erschwert die Feststellung, über welche Strecke der Ornithopter eine bestimmte Höhe halten kann, bevor er zur Landung übergeht. Die wenigen bisher gebauten Modelle haben keine große Flugdauer erreicht. 
- Am 20. April 2006 wurde erstmals ein Flug mit einem solchen Fluggerät offiziell anerkannt. Dem französischen Erfinder Yves Rousseau gelang bei seinem 212. Flugversuch ein Flug über 64 Meter, beobachtet von Vertretern des Aero Club de France.[23]
- Am 2. August 2010 stellte ein Team des University of Toronto Institute for Aerospace Studies mit einem Ornithopter namens Snowbird (Spannweite 32 m,  Leergewicht 44,7 kg)[24] den bisherigen Rekord auf. Der Student Todd Reichert flog nach dem Anschleppen 19,3 Sekunden lang und 145 Meter weit (Durchschnittsgeschwindigkeit 25,6 km/h), ohne an Höhe zu verlieren. Der Flug wurde von Vertretern der FAI überwacht.[25][26]

## Muskelkraft-Hubschrauber
Muskelkraft-Hubschrauber entsprechen bislang nicht dem Konzept eines Muskelkraft-Flugzeugs, da sie kurzzeitig abheben, aber wegen ihrer enormen Dimensionen nicht fortbewegt werden können. Am 10. September 1989 schwebte der erste durch Muskelkraft angetriebene Helikopter, der Da Vinci III der California Polytechnic State University, für 7,1 Sekunden und erreichte eine Höhe von 20 cm. Im 21. Jahrhundert wurden weitere Modelle entwickelt und eine Flugdauer von über einer Minute erreicht.